# Наманган
Наманган (на узбекски: Namangan) е третият по големина град в Узбекистан, административен център на Наманганска област. Градът е разположен в северния край на Ферганската долина. Намира се на около 300 km източно от столицата Ташкент. В близост минават реките Карадаря и Нариан, които се сливат в Сирдаря.

## Побратимени градове
- Елхово, България